# سفارة بولندا في كرواتيا
سفارة بولندا في كرواتيا هي أرفع تمثيل دبلوماسي لدولة بولندا لدى كرواتيا. تقع السفارة في زغرب وهي تهدف لتعزيز المصالح البولندية في كرواتيا.

## وصلات خارجية
- الموقع الرسمي
- قائمة سفارات بولندا
- قائمة السفارات في كرواتيا